# Gare de Warabi
La gare de Warabi (蕨駅, Warabi-eki) est une  gare ferroviaire japonaise située à Warabi dans la préfecture de Saitama. Elle est gérée par la East Japan Railway Company (JR East).

## Situation ferroviaire
La gare de Warabi est située au point kilométrique (PK) 10,6 de la ligne Keihin-Tōhoku.

## Histoire
La gare est inaugurée le 15 juillet 1893.

## Service des voyageurs

### Accueil
La gare dispose d'un bâtiment voyageurs, avec guichet, ouvert tous les jours.

### Desserte
- Ligne Keihin-Tōhoku : voie 1 : direction Tokyo, Yokohama et Ōfuna ; voie 2 : direction Urawa et Ōmiya.